# Santuario y termas romanas de Mura

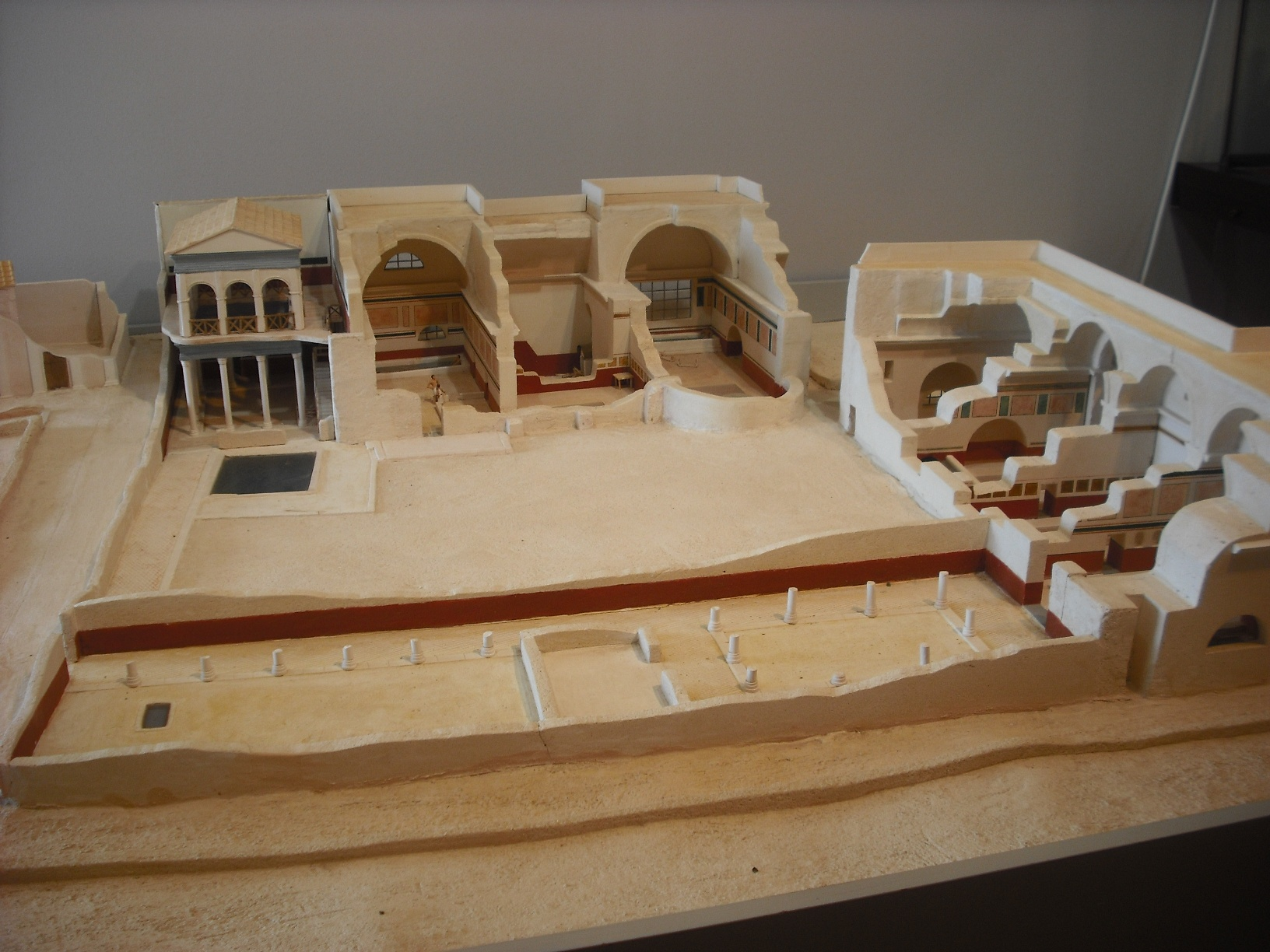
Reconstrucción de las Termas de Mura situada en el Museo Arqueológico de Liria.

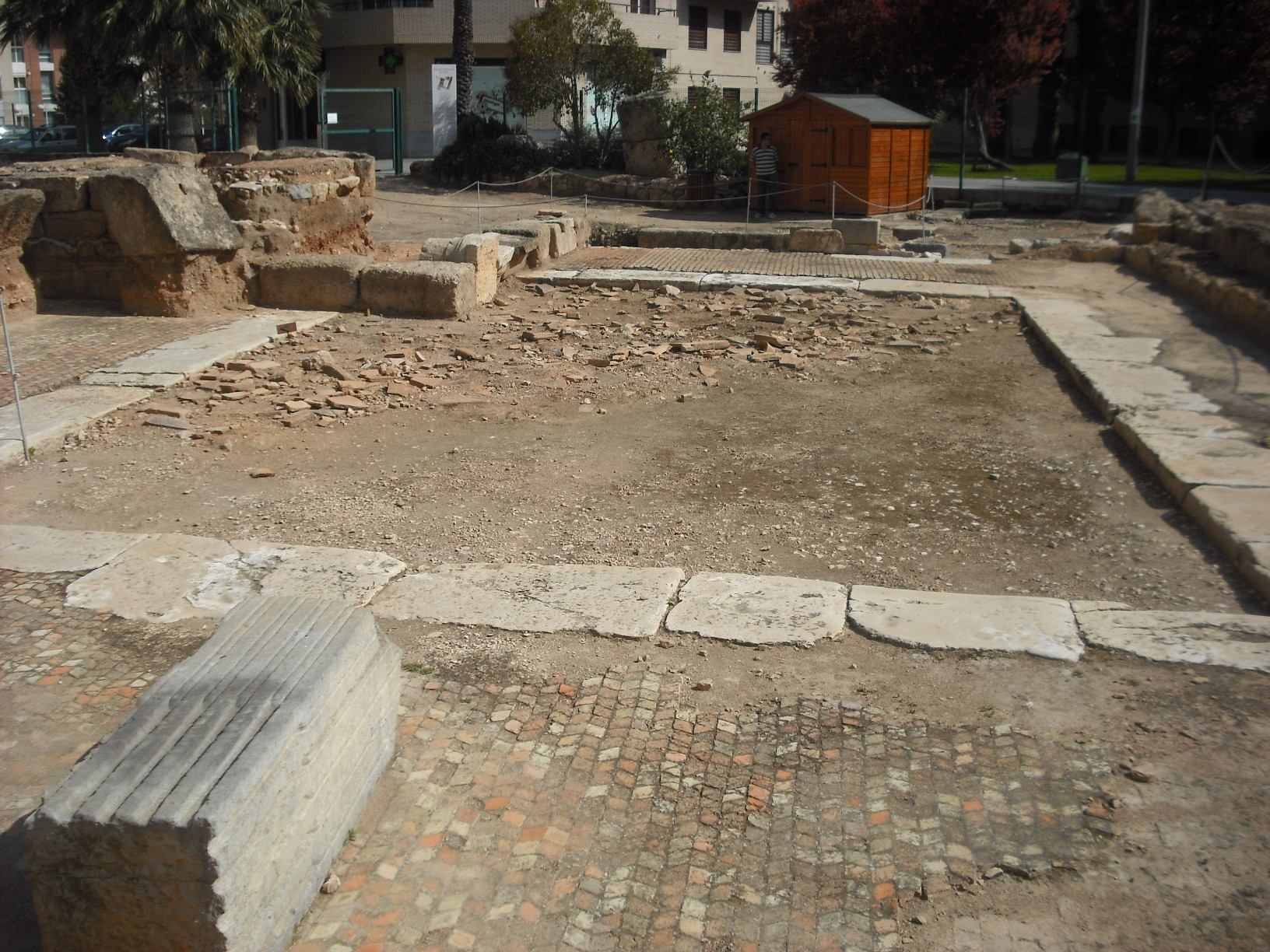
Basilica thermarum de las Termas de Mura.

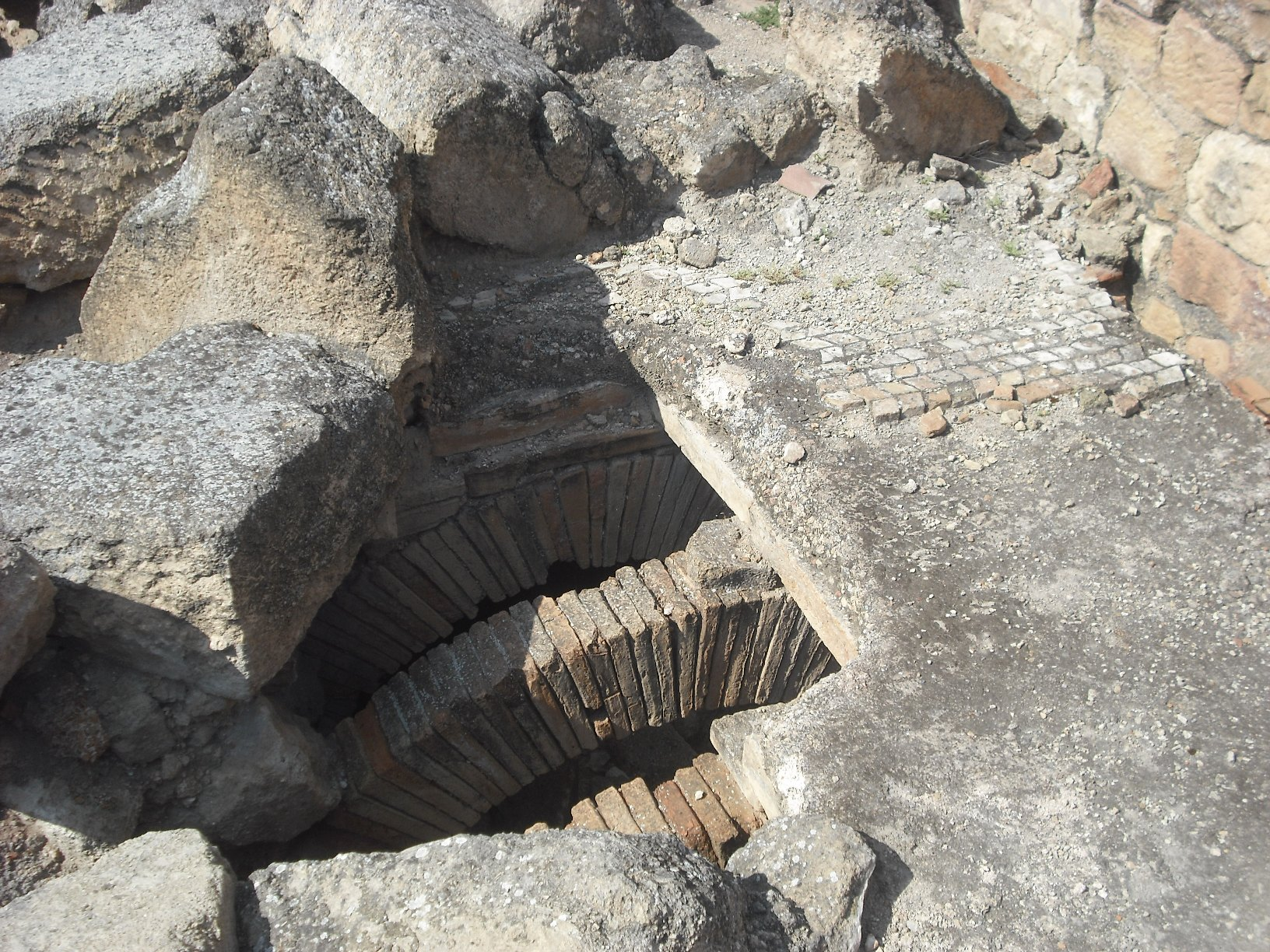
Arcos del caldarium masculino.

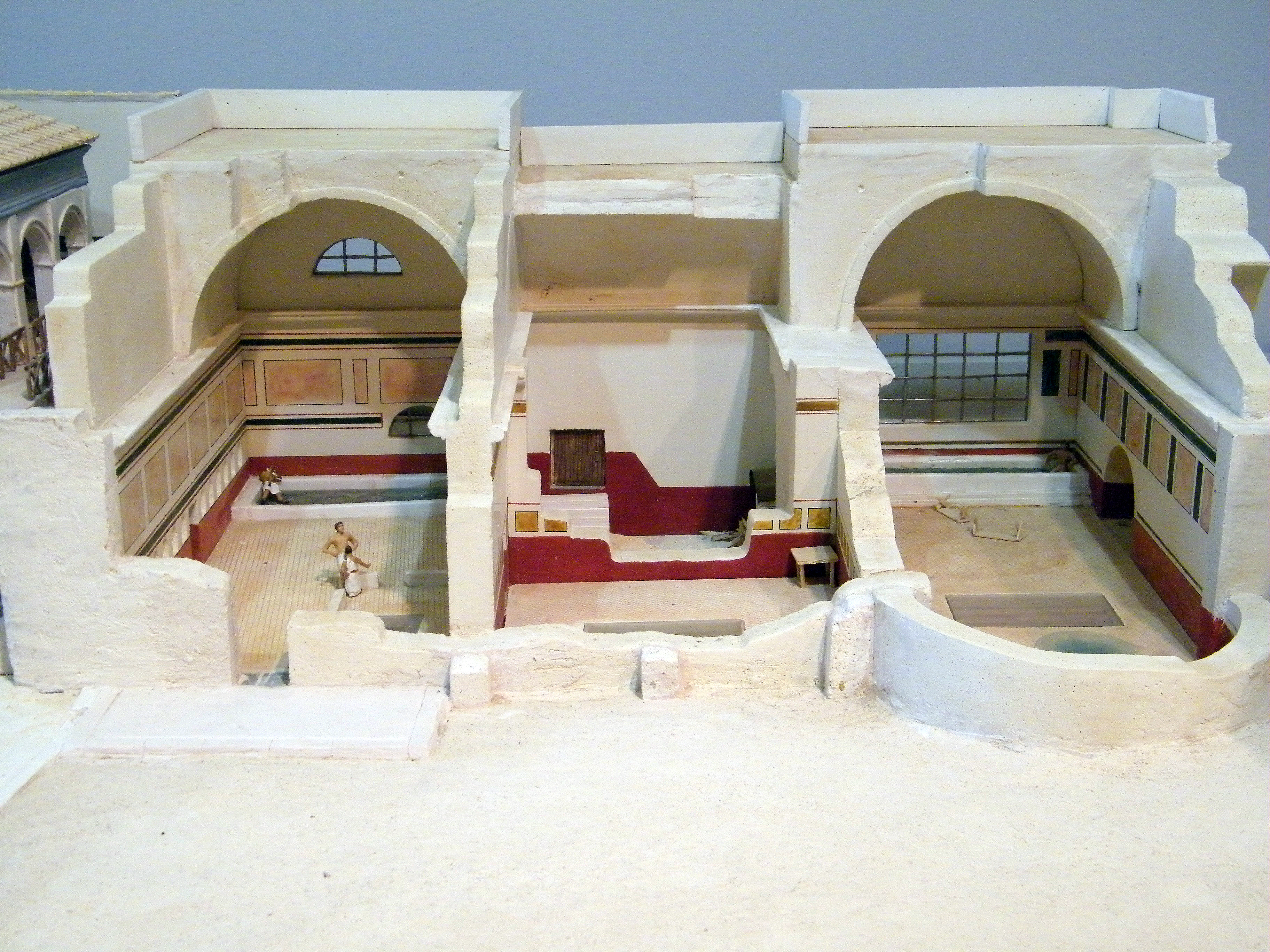
Maqueta que recrea el aspecto original de las Termas Romanas de Mura.

El Santuario romano de la partida de Mura, en parte conocida como Pla de l'Arc, constituye uno de los conjuntos arquitectónicos de finales del siglo I d. C. más singulares e importantes de la Hispania Romana. Presenta un estado de conservación excelente, sin construcciones
superpuestas y con un grado de integración urbanística notable, puesto que en la actualidad el yacimiento define la denominada Plaça de les Termes.
Los restos conservados son parte del gran complejo de carácter público -de unos 20.000 metros cuadrados-, en el que se diferencian varias zonas: una religiosa (organizada alrededor de un santuario oracular), un conjunto termal doble (que funciona como complejo lúdico con función curativa) y las dependencias y establecimientos dotacionales.

## Historia
Como muchos otros conjuntos monumentales romanos, su financiación dependería de notables, magistrados o senadores vinculados a la ciudad. Este tipo de donaciones, muy comunes en época romana, eran realizados como un acto de beneficentia (acto de generosidad privada a favor de la colectividad) que tenía como objetivo el mejorar la popularidad y prestigio del donante y, de esta manera, promocionar su carrera política.
En época bajo imperial las termas se abandonan, siendo ocupadas sucesivamente en época bizantina y visigoda, probablemente como monasterio cristiano hasta mediados del siglo VII d. C. en que se abandonan definitivamente.

## El santuario oracular
El santuario oracular aparece definido por un recinto cerrado -temenos- de planta ligeramente trapezoidal adaptado al planeamiento urbanístico existente. En su interior se conservan los restos de un templo próstilo y dístilo in antis, siguiendo el modelo griego descrito por Vitrubio y
una aedicula lateral.

## El conjunto termal
El conjunto termal de Mura, con una superficie de 3.600 metros cuadrados,sería un balneario con dos edificios termales que aprovecharía las propiedades terapéuticas del agua procedente de las fuentes de Sant Vicent, donde en época romana se construyó el Templo de las Ninfas.
Las termas mayores, las masculinas, ocupan una superficie de 2.500 metros cuadrados. Siguen el esquema característico de los
establecimientos termales de finales del s. I. d. C., con el esquema bipartito de termas-palestra. Conserva prácticamente intacta la
escalinata de entrada desde la que se llega a la basílica thermarum, gran espacio porticado con restos de pintura mural en las paredes.
En un lateral se sitúa la taberna donde se vendían aceites y ungüentos necesarios para los baños y para las prácticas deportivas. Conserva en perfectas condiciones las tres salas de baño que siguen en su distribución el modelo pompeyano: el apodyterium/frigidarium/destrictarium, vestíbulo, sala para el baño frío y sala para unciones; el tepidarium, sala tibia y el caldarium, última sala, de planta rectangular
con dos aediculae laterales, rematada por con un ábside. En el exterior estaba la palestra al aire libre, con un pórtico y una
natatio, piscina prácticamente cuadrada de 36 m² con una profundidad de 1,50.
Las termas pequeñas, construidas en forma de “L” cierran el conjunto termal por el sudeste. Presentan una ordenación similar a la de las termas mayores, con basílica thermarum, frigidarium-apodytherium, tepidarium, caldarium y dos praefurnia, aunque incorpora una sala nueva e innovadora para la época como la piscina cálida,una especie de piscina cubierta y climatizada.
En ambos edificios termales, el pavimento de las salas calefactadas aparece suspendido sobre el hypocaustum, cámara subterránea realizada mediante galerías de arcos de ladrillos por donde pasa el aire caliente procedente de los hornos del praefurnium, que a través de las cámaras de las paredes realizadas con piezas cerámicas, la concameratio, sale al exterior a través de chimeneas.